# Flugplatz Hohenems-Dornbirn

i7
i11
i13
Der Flugplatz Hohenems-Dornbirn (IATA-Code: HOH, ICAO-Code: LOIH) ist ein österreichischer Flugplatz im Gemeindegebiet der Vorarlberger Stadt Hohenems. Er ist der einzige Flugplatz (mit Ausnahme von drei Heliports in Feldkirch, Ludesch und Nenzing) in Vorarlberg.
Der Flugplatz liegt im Ried unweit der Vorarlberger Straße (L 190) im Gemeindegebiet der Stadt Hohenems.

## Geschichte

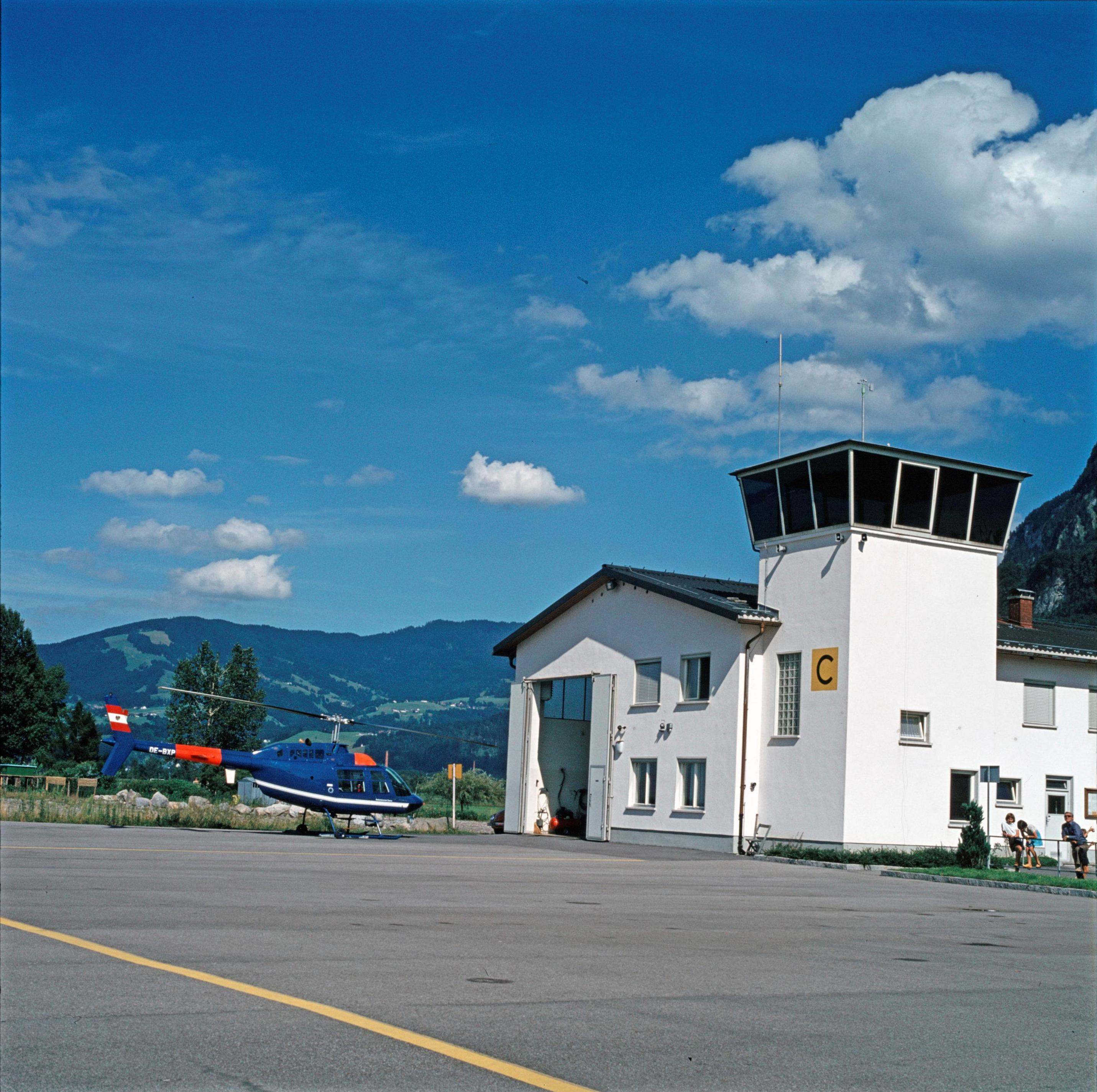
Ansicht des Flugplatz-Gebäudebestands im Jahr 1974

Vor dem Zweiten Weltkrieg gab es in Vorarlberg einige kleine Flugfelder, die vorwiegend für den Segelflugsport mit Seilwindenstarts genutzt wurden. In den 1930er-Jahren gab es zuerst Überlegungen für einen Flugplatz in Bregenz und später stand die Idee eines Regionalflughafens im Ried westlich von Dornbirn im Raum.
In den 50er-Jahren gab es Pläne für einen größeren Flughafen in Höchst, welche sich aber auch bald im Sand verlaufen haben.
Bereits 1949, als sich die Sportfluggruppe Hohenems nach dem Krieg wieder formierte, fand diese ein neues geeignetes Fluggelände nördlich der Stadt in der Parzelle Seemähder – am Ort, wo heute noch der Flugplatz besteht. Zuerst wurde auf Gras, später auf Schotter gestartet und gelandet. Es kam immer mehr der Wunsch nach einer Asphaltpiste auf. Mehrere andere kleinere Flugfelder in Frastanz, Götzis, Lustenau oder Dornbirn waren auch nur sehr provisorisch verwendbar und aufgrund der Lage kaum ausbaubar. Aus diesem Grund wurde der Flugplatz in Hohenems zum Landesflugplatz ausgebaut. Da dies die finanziellen Möglichkeiten der Sportfluggruppe Hohenems überstiegen hätte, wurde der Flugplatz vom Vorarlberger Aero Club übernommen, der ihn auch heute noch betreibt.
In den 60er-Jahren wurde die Infrastruktur stetig erweitert. Es folgte ein Hangar, ein Abfertigungsgebäude und eine Tankstelle auf dem Gelände.
Im Jahr 2005 wurde mit der Errichtung eines neuen Hauptgebäudes der letzte größere Umbau am Flugplatz fertiggestellt. Hier sind neben dem Flugkontrollzentrum auch die Flugpolizei sowie ein Restaurant untergebracht.

## Nutzung

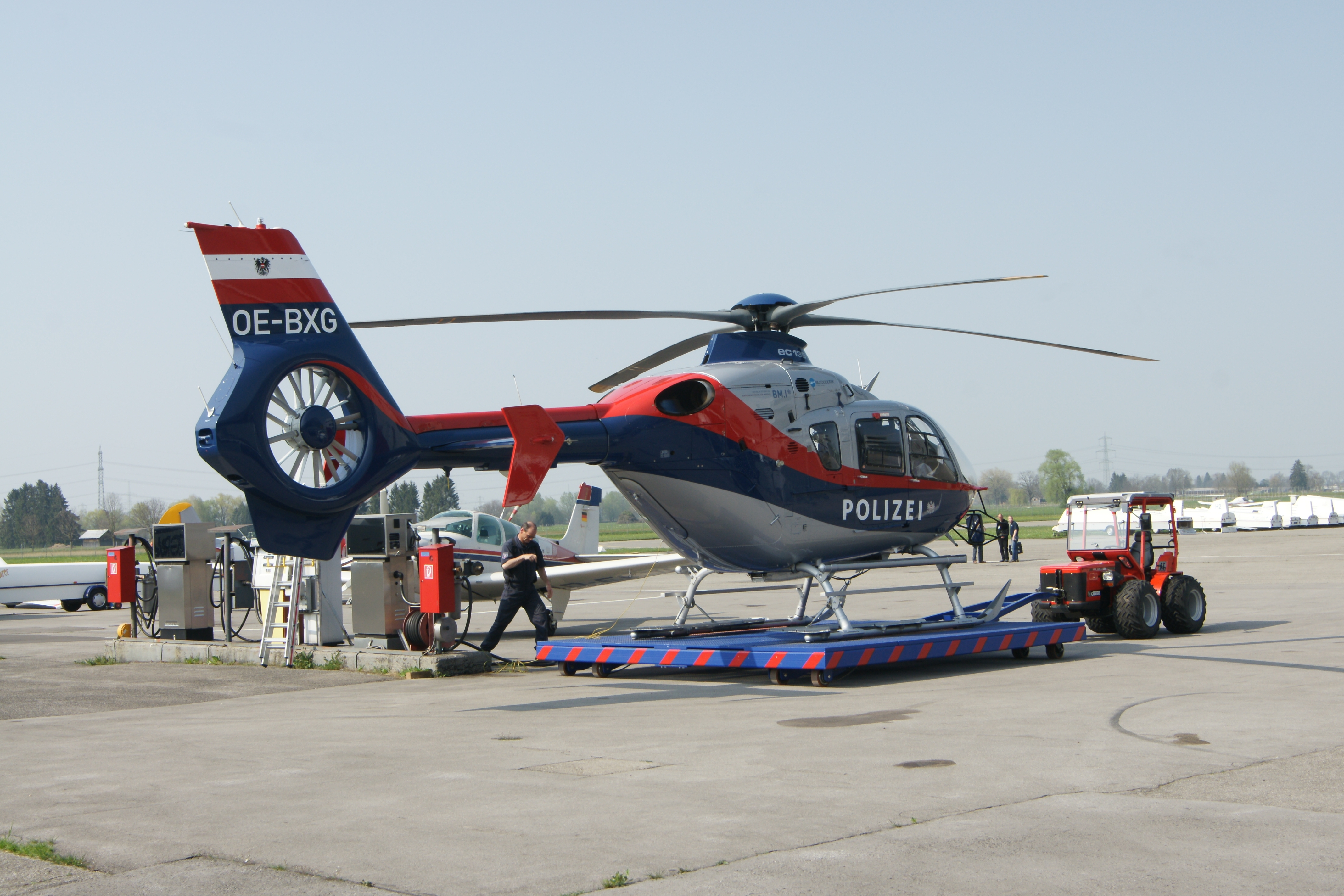
Helikopter der Flugpolizei am Flugplatz Hohenems-Dornbirn

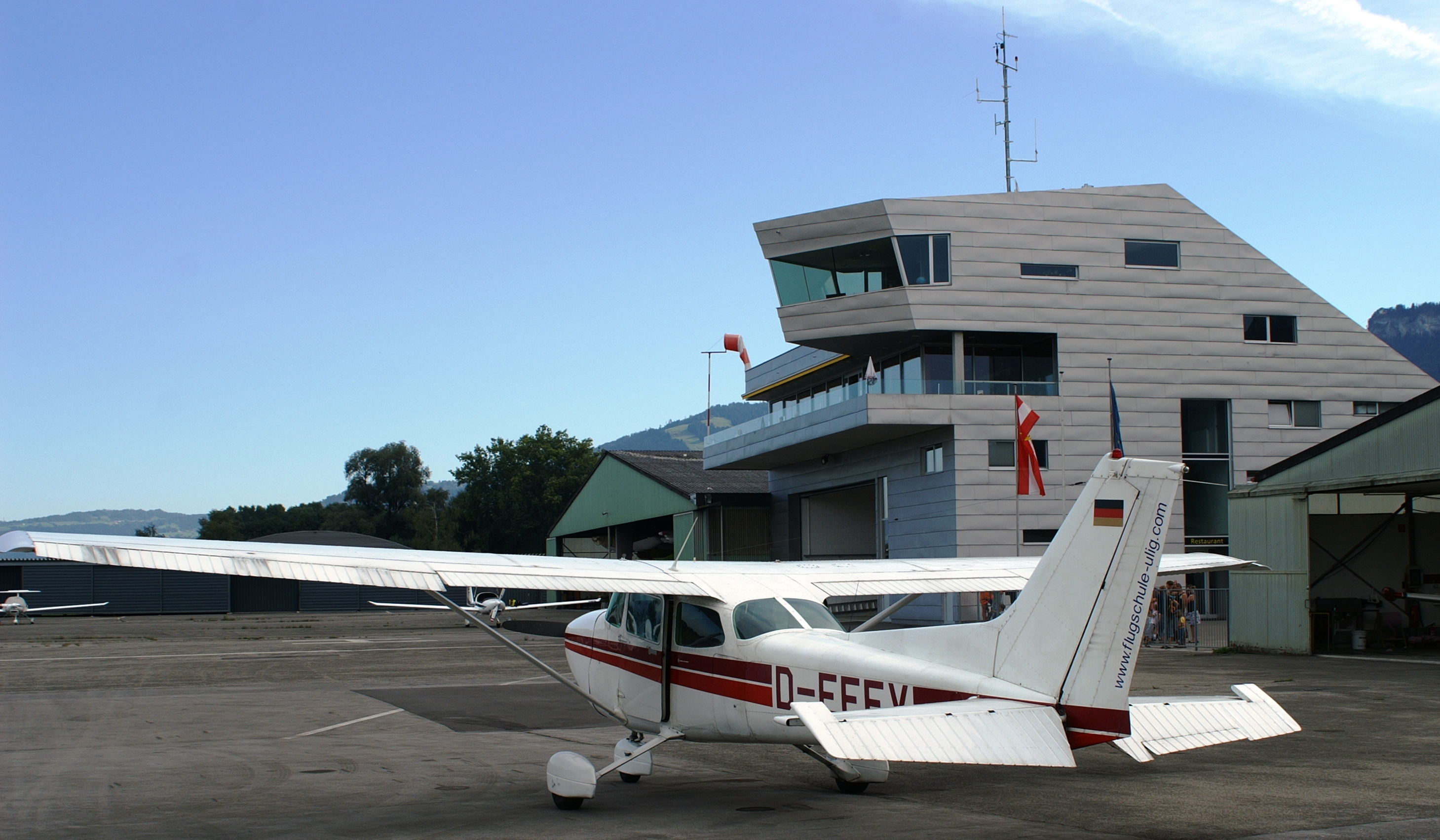
Tower des Flugplatzes mit Motorflugzeug

Der Flugplatz wird von den Vorarlberger Sportfliegergruppen für ihre Aktivitäten genutzt. Seit 15. Dezember 1968 ist in Hohenems eine Flugeinsatzstelle der österreichischen Flugpolizei eingerichtet. Hier ist ein Polizeihubschrauber stationiert, der bis ins Jahr 2000 gemeinsam mit den Rettungsorganisationen auch für Rettungsflüge verwendet wurde. Seit 2001 steht der Hubschrauber ausschließlich für Polizeieinsätze zur Verfügung.
1973 wurde die Rheintalflug mit dem Heimatflugplatz Hohenems-Dornbirn gegründet. Anfangs wurden nur Taxiflüge, später ab 1984 auch Linienflüge nach Wien und Urlaubsflüge durchgeführt. Aufgrund der zu geringen Kapazitäten bzw. der zu kurzen Landebahn in Hohenems wurde der Betrieb Ende der 80er-Jahre auf den Flugplatz St. Gallen-Altenrhein verlegt.
Im Juni 2018 fand hier zum 3. Mal ein Trainingstreffen der weltbesten Formationsfallschirmspringer statt. Während der jährlich im Jänner anlässlich des Weltwirtschaftsforums in Davos stattfindenden militärischen Luftraum-Sicherungsoperation Operation Dädalus des österreichischen Bundesheeres sind am Flugplatz Hohenems regelmäßig mobile Radaranlagen und Militärhubschrauber stationiert.

## = Nutzung als Rennstrecke
Am 21./22. September 2024 und zuletzt 2019 fanden nach mehrjähriger Pause wieder Airport Race Days statt. Mit 2- und 4-rädrigen Kraftfahrzeugen wurden Beschleunigungsrennen über die Viertelmeile (402,34 m) gerade Strecke gefahren.